# Parafia św. Stanisława Biskupa Męczennika w Sobikowie
Parafia św. Stanisława Biskupa Męczennika w Sobikowie – rzymskokatolicka parafia należąca do dekanatu czerskiego, archidiecezji warszawskiej, metropolii warszawskiej Kościoła katolickiego. W parafii posługują księża diecezjalni. Według stanu na listopad 2019 proboszczem parafii był ks. Włodzimierz Czerwiński. 